# 萨朗 (科雷兹省)
萨朗（法語：Sarran，法語發音：[saʁɑ̃]）是法国科雷兹省的一个市镇，位于该省中部，属于蒂勒区。1999年10月23日，法国总统雅克·希拉克在萨朗的比蒂城堡（希拉克夫妇所有）接待了中国国家主席江泽民。

## 地理
萨朗（45°24'37"N, 1°56'17"E）面积26.09 平方千米，位于法国新阿基坦大区科雷兹省，该省份为法国中南部省份，北起上维埃纳省和克勒兹省，西接多爾多涅省，南至洛特省，东临多姆山省和康塔爾省。
与萨朗接壤的市镇（或旧市镇、城区）包括：绍梅伊、科雷兹、梅里尼亚克-莱格利斯、罗西耶代格勒通、圣伊里耶勒代雅拉、蒙塔讷河畔维特拉克。
萨朗的时区为UTC+01:00、UTC+02:00（夏令时）。

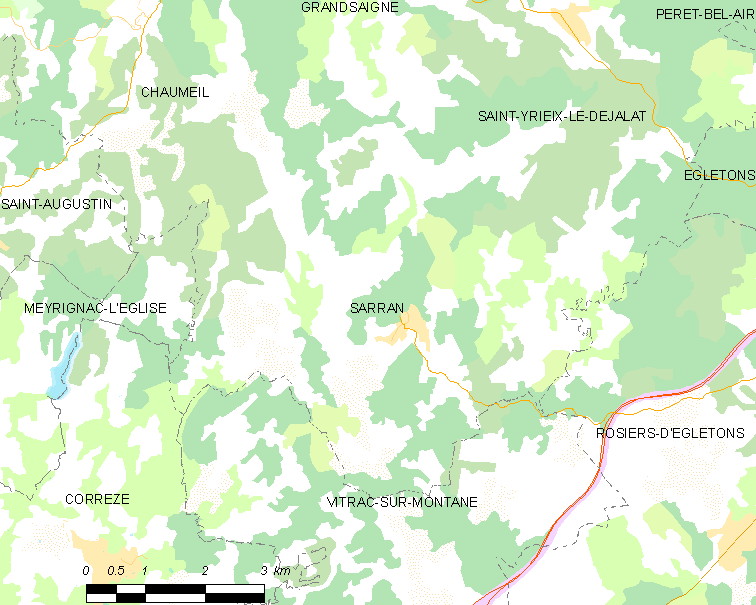
萨朗的OSM定位图

## 行政
萨朗的邮政编码为19800，INSEE市镇编码为19251。

## 政治
萨朗所属的省级选区为埃格勒通县。

## 人口

1962-2008年间萨朗人口变化图示

萨朗于2022年1月1日时的人口数量为274人。